# Saint Pierre et Saint Paul (Ribera)
Pour les articles homonymes, voir Saint Pierre et Saint Paul.
Saint Pierre et Saint Paul est un tableau réalisé par le peintre espagnol José de Ribera vers 1616. Cette huile sur toile est une peinture chrétienne qui représente les apôtres Pierre et Paul manipulant des documents anciens. Achetée en 1890, l'œuvre est conservée au musée des Beaux-Arts de Strasbourg, à Strasbourg, en France.